# Szent Marinus
Szent Marinus (275 körül – 366) volt San Marino, a Föld legrégebbi, ma is létező köztársaságának megalapozója. 301-ben alapította meg azt a kolostort, amely a későbbi állam alapja lett. Államot ő még nem alapíthatott, hiszen a kolostor területe a Római Birodalom részét képezte ekkoriban. A San Marinó-i népgyűlés 1000-ben jött létre. A hagyomány szerint Szent Marinus egy kőfaragó vagy kovács volt, aki az Adriai-tenger túloldalán lévő Rab szigetről jött. (Ez a sziget ma Horvátországhoz tartozik.)

## Életrajza
257-ben utazott Riminibe, ahol Diocletianus római császár elrendelte a település kikötőjének megépítését. Itt dolgozott kőfaragóként Marinus.

## Legenda
Marinus kőfaragó 301-ben a Titán-hegyen alapított kolostort, hogy a Diocletianus római császár által üldözött keresztényeket befogadhassa.